# Styela multitentaculata
Styela multitentaculata is een zakpijpensoort uit de familie van de Styelidae. De wetenschappelijke naam van de soort is voor het eerst geldig gepubliceerd in 2006 door Sanamyan & Sanamyan.